# Tennis als Jocs Olímpics d'estiu de 1984
Als Jocs Olímpics d'Estiu de 1984 celebrats a la ciutat de Los Angeles, Estats Units d'Amèrica, es van disputar 2 proves tennístiques individuals, una en categoria masculina i una altra en categoria femenina. La competició se celebrà al Los Angeles Tennis Center pertanyent a la Universitat de Califòrnia, Los Angeles.
El tennis retornà a la competició, si bé com a esport de demostració, després de la seva absència des de l'any 1968. En la següent cita l'any 1988 a Seül el tennis retornà al seu caràcter plenament oficial.
Participaren 32 tennistes per a cada categoria, si bé només fou permesa la competició als menors de 20 anys.

## Resum de medalles
| Prova              | Or            | Argent           | Bronze          | Bronze            |
| Individual masculí | Stefan Edberg | Francisco Maciel | Jimmy Arias     | Paolo Canè        |
| Individual femení  | Steffi Graf   | Sabrina Goles    | Raffaella Reggi | Catherine Tanvier |